# Lidköping (comuna)
Lidköping ou Lidecopinga (em sueco: Lidköpings kommun) é uma comuna da Suécia localizada no condado de Västra Götaland. Sua capital é a cidade de Lidköping. Possui 699 quilômetros quadrados. Segundo o censo de 2018, havia 39 879 habitantes.